# Katarzyna Wierzbicka
Katarzyna Wierzbicka (ur. 30 kwietnia 1984) – polska lekkoatletka, tyczkarka.

## Osiągnięcia
- medalistka mistrzostw kraju w różnych kategoriach wiekowych, w tym m.in. złota medalistka mistrzostw Polski kadetów (Warszawa 2001) oraz brązowa medalistka halowych mistrzostw Polski seniorów (Spała 2002)[1]
- 9. miejsce podczas mistrzostw Europy juniorów (Tampere 2003)[2]

## Rekordy życiowe
- skok o tyczce – 4,00 (2003)[3]
- skok o tyczce (hala) – 3,90 (2003)